# Podocarpus nubigenus
Podocarpus nubigenus là một loài thực vật hạt trần trong họ Thông tre. Loài này được Lindl. miêu tả khoa học đầu tiên năm 1851.